# Интернет-сообщество
Интерне́т-сообщество — группа людей со сходными интересами, которые общаются друг с другом в основном через Интернет. Интернет предоставляет широчайшие технические возможности для общения, кроме того, в Интернете сравнительно легко найти людей со схожими интересами и взглядами на мир. Вдобавок, общение в сети начать психологически проще, чем при личной встрече.
Подобные интернет-сообщества постепенно начинают играть ощутимую роль в жизни всего общества, особенно в условиях создания электронной демократии. Примерами интернет-сообществ являются вики-проекты, форумы, чаты, веб-конференции, социальные сети, коллективные блоги, имиджборды, многопользовательские онлайн игры и т. п. Также можно упомянуть отошедшие в прошлое эхоконференции Фидонет, группы рассылок, ньюсгруппы Usenet.

## Особенности
В Интернете легче найти людей со схожими взглядами, также знакомство и общение в интернете происходит намного легче, так как человек здесь чувствует себя более комфортно и расслабленно, чем в реальной жизни.
Эти факторы обусловили появление и развитие большого количества интернет сообществ. Кроме того, технологии, с помощью которых создаются сообщества (веб-форумы, блоги и блог-платформы, вики, чаты, списки рассылки, интернет-мессенджеры…), просты в установке и использовании, и на сегодняшний день каждый желающий может организовать своё сообщество. В настоящее время существует ряд самых разнообразных сообществ: от любителей хомячков до активных посетителей забегаловок.
Как и обычное сообщество, интернет-сообщество создаётся с определённой целью (даже если эта цель — приятное времяпровождение). Сообщество людей, увлечённых общей целью — это мощное средство для её достижения, особенно в современном обществе и бизнесе, где основную ценность имеет человеческий талант.
Однако человеку свойственна нестабильность. Его увлечение может ослабеть. Либо его может заинтересовать другая цель. И здесь огромную роль играет основа любого сообщества — личные взаимоотношения его участников. Люди обычно приходят в сообщество за ответами на свои вопросы, с определённой целью, а остаются из-за взаимоотношений.
При этом, в интернет-сообществе у человека создаётся виртуальная личность, которая может сильно отличаться от его реальной личности, и которая для человека может быть даже важнее, чем реальная (см. Сетевая идентичность).

## Сообщество как бизнес-технология
С развитием сетевых коммуникаций интернет сообщества начинают играть важнейшую роль для бизнеса и экономики в целом. Интернет сообщества являются основой для формирования (или разрушения) брендов компаний. Самым важным фактором, влияющим на бренд, являются отзывы незаинтересованных людей, которым человек доверяет. Именно такие отзывы можно получить в интернет-сообществах.
Все больше успешных компаний создают на своих сайтах онлайн-клубы клиентов, в которых клиенты могут получить необходимую поддержку и поделиться своим опытом с другими. Сообщество клиентов является технологией развития лояльности к компании.
Компании, имеющие партнёрскую сеть также создают интернет-сообщества, в которых партнёры вместе обучаются эффективнее вести бизнес. Организатор сообщества получает обратную связь рынка и новые идеи для развития бизнеса.
Во многих крупных компаниях создают сообщества сотрудников для построения сплочённой команды. Когда между сотрудниками устанавливаются личные взаимоотношения, коммуникации внутри компании становятся намного эффективнее. Кроме того, создаваемая в сообществе привязанность сотрудника к коллективу становится средством удержания его от перехода в другую компанию. Для создания сообществ внутри компании существует целый класс корпоративных систем, называемый Социальным программным обеспечением. Все чаще инструменты для создания внутренних сообществ содержат корпоративные порталы.

### Позиционирование сообщества
Существует три основных типа позиционирования сообщества:
1. Брендирование. Компания создаёт и поддерживает сообщество, где публикуются корпоративные новости, рассказы о внутрикорпоративной жизни, проводятся конкурсы и т. д. Задача — маркетинговая поддержка. Эффективно при высокой узнаваемости бренда.
2. Нишевое сообщество — концентрация на тематике. Выбирается основная тема и детально разрабатывается. Задача — создать лояльную аудиторию и привлечь рекламодателей.
3. Смешанный тип. Используются способы двух предыдущих: продвижение определённого бренда плюс публикация полезной и интересной информации по теме.

## Сообщество как технология власти
Интернет изменяет политическую структуру общества. Предоставляя широкой публике практически любую информацию о политических деятелях, интернет заметно подрывает авторитет существующей власти. Об этом свидетельствует стабильное снижение активности людей на политических выборах.
В то же время доверие к авторитетам лидеров интернет-сообществ, с которыми человек может лично общаться, возрастает. Само сообщество представляет собой политическую силу, которую труднее контролировать с помощью традиционной власти.
Как правило, интернет сообщества преследуют глобальные цели, не ограниченные государством и способствуют стиранию границ между национальными государствами.